# 모덕초등학교
모덕초등학교는 대한민국 부산광역시 사상구 모라동에 있는 공립 초등학교이다. 교화는 개나리이고, 교목은 느티나무이다.

## 학교 연혁
- 1989년 3월 1일: 개교

## 참고 자료
- 모덕초등학교 - 한국교육학술정보원 학교알리미